# Esaú

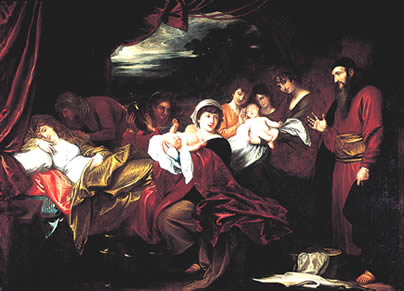
Jacó e Esaú nasceram, por Benjamin West

Esaú ou Hesaú, é um personagem do Antigo Testamento, era filho de Isaque e Rebeca e irmão gêmeo de Jacó, com quem se zangou por este lhe ter usurpado a bênção dada por seu pai, Isaque. Esaú (em hebraico: עֵשָׂו "peludo"), foi também chamado de Edom (em hebraico: אֱדוֹם "vermelho"), o pai dos edomitas que habitaram uma região que hoje é conhecida por Acaba. Esaú nasceu ruivo e peludo.
Esaú era um perito caçador e amado do seu pai, enquanto Jacó habitava em tendas e era amado por sua mãe. Esaú vendeu a Jacó seu direito a primogenitura por um prato de lentilhas.
Ele tomou sua prima Maalate como mulher: Vendo também Esaú que as filhas de Canaã eram más aos olhos de Isaque seu pai, Foi Esaú a Ismael, e tomou para si por mulher, além das suas mulheres, a Maalate filha de Ismael, filho de Abraão, irmã de Nebaiote.
Esaú teve um filho chamado Elifaz, muitas vezes confundido com Elifaz, o Temanita.

### Morte

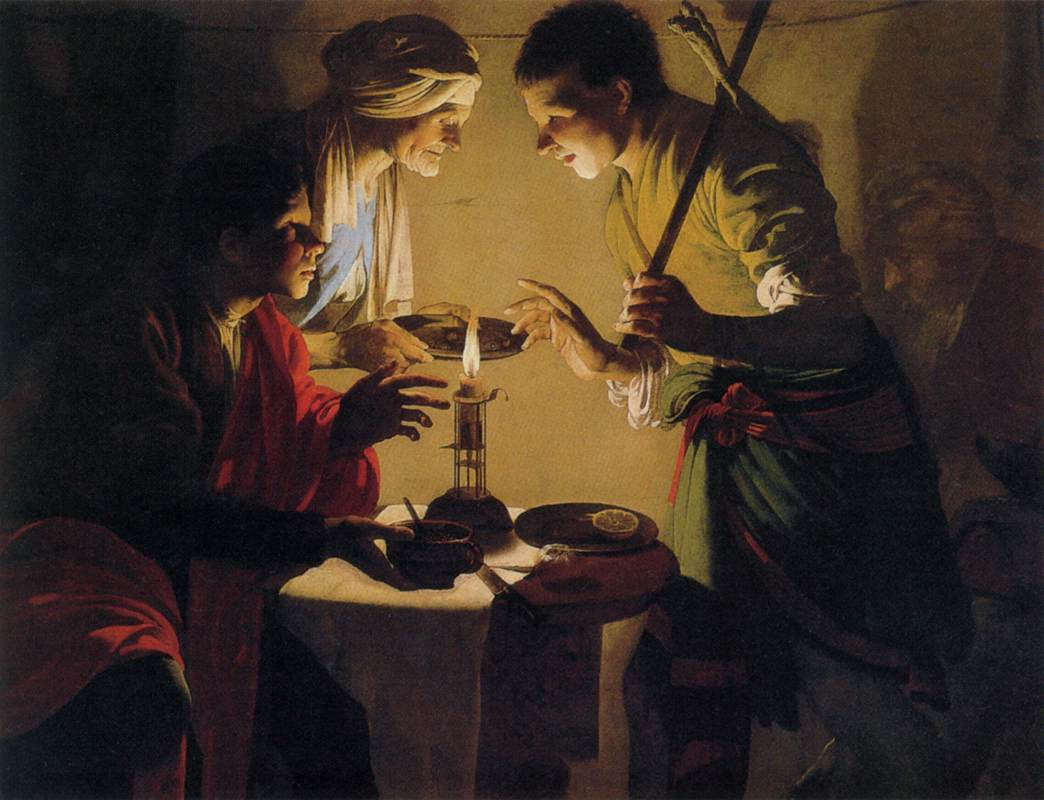
Esaú vendendo seu direito de primogenitura de Hendrick ter Brugghen c. 1627